# 小行星2831
小行星2831（2831 Stevin）是一颗围绕太阳公转的小行星。1930年9月17日，亨德里克·范根特在约翰内斯堡发现了此天体。
該小行星以弗蘭德科學家西蒙·斯泰芬命名。
这颗小行星的绝对星等为272.8277693689732等。